# Subterranean
Subterranean è un EP del gruppo melodic death metal svedese In Flames, pubblicato nel 1995 dall'etichetta discografica Wrong Again.

## Tracce
1. Stand Ablaze – 4:33
2. Ever dying – 4:23
3. Subterranean – 5:46
4. Timeless (Instrumental) – 1:46
5. Biosphere – 5:07

## Formazione

### Gruppo
- Henke Forss - voce
- Jesper Strömblad - chitarra
- Glenn Ljungström - chitarra
- Johann Larsson - basso

### Altri musicisti
- Oscar Dronjak - cori (traccia 1)
- Daniel Erlandsson - batteria (tracce 1,2)
- Anders Jivarp - batteria (tracce 3,4,5)